# تیگران مانسوریان
تیگران مانسوریان (ارمنی: Տիգրան Մանսուրյան؛ زادهٔ ۲۷ ژانویهٔ ۱۹۳۹) یک آهنگساز موسیقی فیلم و موسیقی کلاسیک ارمنی است.

## زندگی
مانسوریان در بیروت پایتخت لبنان به دنیا آمد. در سال ۱۹۴۷ به همراه خانواده اش به ارمنستان نقل مکان نمود و در ایروان سکونت گزید و در ۱۹۵۶ آموزش ابتدایی را فرا گرفت. وی زیر نظر رومانوس ملیکیان و ادوارد باغداساریان و سپس در کنسرواتوار دولتی کومیتاس ایروان به فراگیری موسیقی پرداخت. در سال ۲۰۰۵ آلبوم مونودیا "Monodia" وی نامزد دریافت جایزه گرمی در رده بهترین اجرای تک‌نوازی ساز (به همراه ارکستر) و بهترین اثر موسیقایی کلاسیک معاصر شد.

## آثار

### ارکسترال
- کنسرتو برای ارگ و ارکستر کوچک، ۱۹۶۴
- پارتیتا برای ارکستر بزرگ، ۱۹۶۵
- موسیقی برای دوازده ساز زهی، ۱۹۶۶
- پرلود برای ارکستر بزرگ، ۱۹۷۵
- برای ویولنسل و ارکستر بزرگ (به یاد دیمیتری شوستاکوویچ)، ۱۹۷۶
- قصیدهٔ مرسوم، برای هارپ، ارگ و ۲ ارکستر زهی، ۱۹۷۷
- کنسرتو شماره ۲ برای ویلنسل و ارکستر زهی، ۱۹۷۸
- دوبل کنسرتو برای ویولن، ویولنسل و ارکستر زهی، ۱۹۷۸
- Tovem، برای ارکستر کوچک، ۱۹۷۹
- موسیقی شبانه برای ارکستر بزرگ، ۱۹۸۰
- چون امید ندارم (به یاد ایگور استراوینسکی)، برای ارکستر کوچک، ۱۹۸۱
- کنسرتو برای ویولن و ارکستر زهی، ۱۹۸۱
- کنسرتو شماره ۳ برای ویولنسل و ارکستر کوچک، ۱۹۸۳
- کنسرتو Postludio برای کلارینت، ویولنسل و ارکستر زهی، ۱۹۹۳
- کنسرتو برای ویولا و ارکستر زهی، ۱۹۹۵
- فانتزی برای پیانو و ارکستر زهی، ۲۰۰۳
- کنسرتو شماره ۲ (چهار آهنگ جدی) برای ویولن و ارکستر زهی، ۲۰۰۶
- کنسرتو شماره 4 (?Ubi est Abel frater tuus) برای ویولنسل و ارکستر کوچک، ۲۰۱۰
- رمانس برای ویولن و ارکستر زهی، ۲۰۱۱
- Quasi parlando برای ویولنسل و ارکستر زهی، ۲۰۱۲

### موسیقی متن فیلم‌ها
- رنگ انار, ۱۹۶۸ (به کارگردانی سرگئی پاراجانف)
- رنگ سرزمین ارمنیان، ۱۹۶۸ (به کارگردانی میکائیل وارطانوف)
- پاستورال پاییزی, ۱۹۷۱ (به کارگردانی میکائیل وارطانوف)
- And So Every Day, ۱۹۷۲ (به کارگردانی میکائیل وارطانوف)
- ما کوه‌های خود هستیم, ۱۹۶۹ (به کارگردانی هنریک مالیان)
- فصل‌های سال, ۱۹۷۵ (به کارگردانی آرتاوازد پلشیان)
- آفتاب پاییزی, ۱۹۷۹ (به کارگردانی باگرات اوگانسیان)
- اسطوره دلقک, ۱۹۷۹ (به کارگردانی لوون آساطریان)
- یک تکه از آسمان, ۱۹۸۰ (به کارگردانی هنریک مالیان)
- تانگوی کودکی ما, ۱۹۸۴ (به کارگردانی آلبرت مکرتچیان)